# Grand Tétras en France

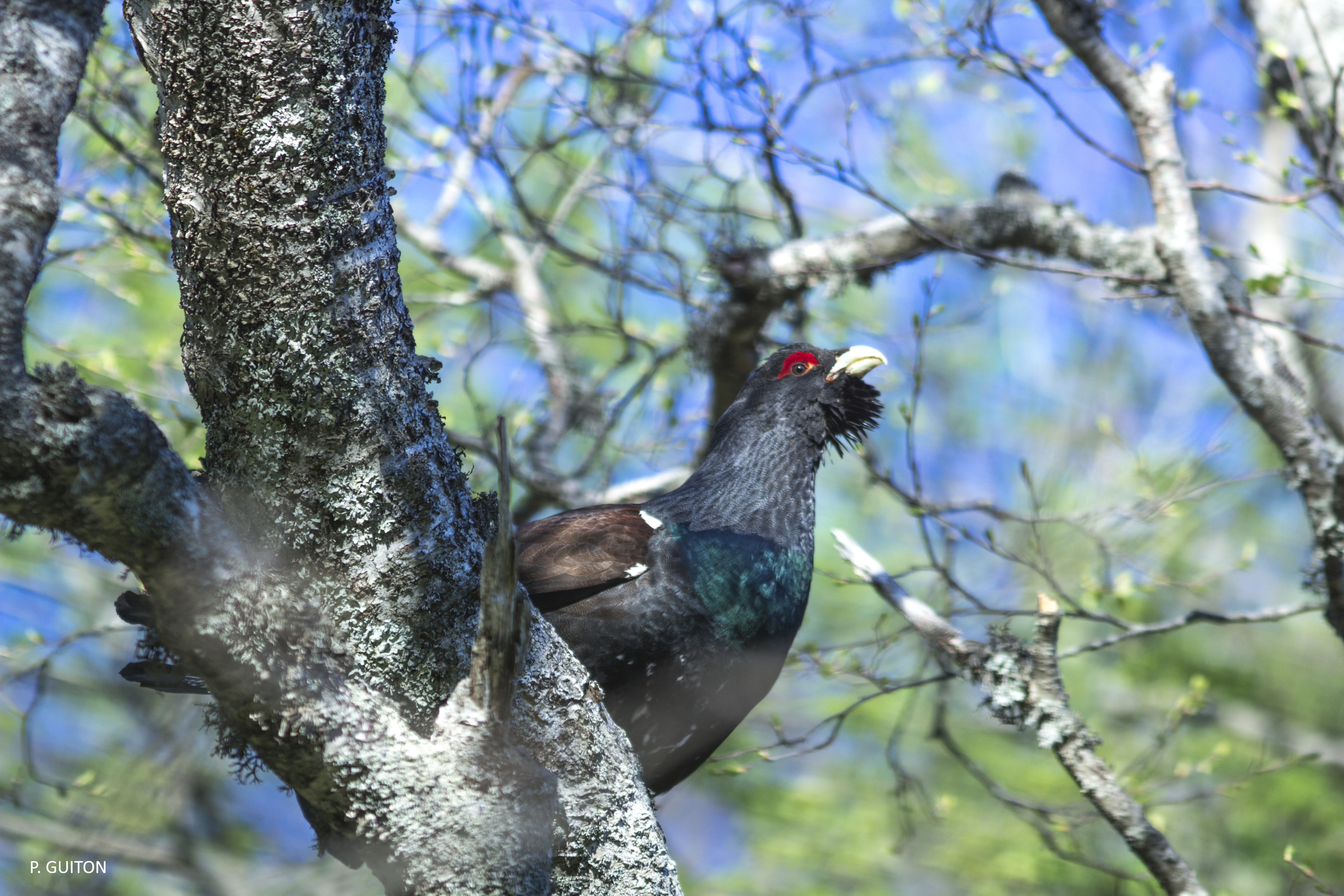
Grand tétras mâle dans les Pyrénées (réserve d'Orlu)

Le Grand Tétras en France (Tetrao urogallus) se répartit dans les massifs montagneux des Cévennes, des Vosges, du Jura et surtout des Pyrénées. Sa population dans ce pays est caractérisée par des clades ou sous-espèces propres, qu'elle partage en partie avec celle d'Espagne et, à un degré moindre, d'autres pays d'Europe. 

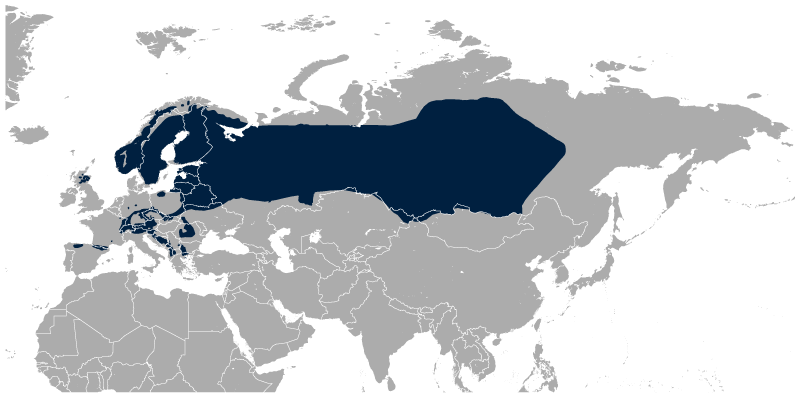
Répartition mondiale du Grand Tétras.

Le Grand Tétras est un gros oiseau (Gallinacé) qui vit dans les forêts des zones de climat tempéré froid d'Eurasie. Assez fréquent, il occupe une large aire de répartition allant de la Norvège à l'Est de la Sibérie. L'UICN le classe en « préoccupation mineure » au niveau mondial.
En dehors des zones nordiques d'Europe et d'Asie, il vit également, de façon plus sporadique, en Europe occidentale. Ses exigences climatiques font que, vers le sud, l'altitude de son habitat augmente. En France, ses exigences climatiques ne se retrouvent que dans quelques massifs forestiers. Comme d'autres grands animaux en Europe, il a également subi une importante pression anthropique qui l'a mis en danger. L'espèce bénéficie à ce titre de plusieurs mesures de protection au niveau national.

## Génétique
Le Grand Tétras est traditionnellement partagé en 12 sous-espèces. Une analyse génétique fine permet de les regrouper en deux clades : un clade A regroupant toutes les populations d'Eurasie allant de l'Est de la France (sous-espèce Tetrao urogallus major)  jusqu'à la Sibérie et un clade B. Le clade B comprend notamment la sous-espèce T. u. aquitanicus qui vit dans les Pyrénées. Ainsi la France héberge deux sous-espèces, l'une reliée au reste de la population mondiale, l'autre, pyrénéenne, étant plus originale.

## Statut et protection
Au niveau mondial et même européen, l'espèce n'est pas en danger. En France, elle est classée vulnérable (VU) sur la liste rouge des oiseaux nicheurs de France métropolitaine selon le critère C1 : « déclin continu ». Au niveau régional, elle est en danger (code EN) sur la liste rouge régionale oiseaux nicheurs Languedoc-Roussillon (région intégrée depuis 2015 dans l'Occitanie) selon le critère C1 couplé à un faible nombre d'individus matures, en danger critique (CR) dans les anciennes régions de Franche-Comté (critère C1) et Alsace (critère D1 : population petite ou restreinte) et disparue (RE) d'Auvergne.
Elle est par ailleurs déterminante dans un certain nombre de ZNIEFF.

## Répartition

### Pyrénées
La population pyrénéenne de Grand Tétras est la plus importante en quantité avec environ 90 % des individus vivant sur le territoire national. Elle s'étend sur une grande partie du massif, de la Soule au massif du Canigou. Isolée, elle est constituée exclusivement de la sous-espèce Tetrao urogallus aquitanicus. Les échanges entre les individus des différents versants des Pyrénées existent mais sont rares. Ils suivent les points de passages relativement peu élevés en altitude (Cerdagne, Val d'Aran, cols...).

### Cévennes
Entre 1978 et 2005, plus de 600 grands tétras ont été lâchés dans le parc national des Cévennes. Pourtant, aujourd’hui, le gallinacé y est plus rare que dans les Vosges. On compte en 2025 entre 20 et 30 individus.

### Jura
Sa répartition se concentre sur les milieux forestiers de 900 à 1500 mètres d’altitude. Sa régression est forte ces vingt dernières années malgré des zones de quiétudes pour permettre à l'espèce de perdurer. En 2025, il resterait moins de 250 individus sur le massif jurassien répartis entre les départements de l'Ain, du Jura et du Doubs. 
L'espèce est fortement menacée dans le Jura par divers facteurs. Le tourisme et les activités humaines ont drastiquement morcellé son espace de vie. Ses prédateurs sont nombreux comme le renard, certains rapaces, le lynx, la martre, le sanglier et le retour du loup. Le grand tétras jurassien connaît une "lassitude génétique," il n'y a pas assez de mélanges entre ces groupes dispercés dans le Jura et la consanguinité les rends plus faibles. Le morcellement géographique a fractionné les populations en petits groupes isolés ce qui complique la reproduction.

### Vosges
Le massif du Grand Ventron est l'un des derniers refuges du Grand Tétras. L'espèce est toutefois en déclin et un renforcement a été décidé par la capture de quelques dizaunes d'individus originaires de Norvège. La pertinence de cette opération est toutefois contestée par des associations environnementales.

### Alpes
Le Grand Tétras est considéré comme éteint dans les Alpes depuis l'an 2000. Depuis, quelques individus ont été observés, sans doute en provenance du Jura.